# Eurochannel
Eurochannel è un canale televisivo creato nel 1994 da TV Abril (televisione brasiliana) e rilevato da MultiThématiques (gruppo Canal+ e Vivendi) nel 2000. Nel 2004 viene acquistato da Gustavo Vainstein, ex direttore marketing e comunicazione di Noos; ne è amministratore delegato. Eurochannel giunge in più di 6 milioni di case.

## Caratteristiche
Eurochannel è un canale interamente volto a far conoscere i prodotti audiovisivi europei nel mondo. Eurochannel trasmette esclusivamente programmi europei, 24 ore su 24 e in lingua originale con sottotitoli. È diffuso da 200 operatori TV via cavo e da 5 via satellite.
Le versioni spagnola e portoghese sono trasmesse su tutto l'insieme dei paesi dell'America Latina, in Canada e nei Caraibi, in Angola, in Mozambico e in Portogallo.
Gli studi principali di Eurochannel sono a Parigi e Miami e ha rappresentanti in Brasile, in Messico e in Canada. Il canale fa ricorso a due agenzie di comunicazione, in Messico e in Brasile.

## Programmazione

### Eurocinema
Trasmette più di 70 film al mese, 3 nuovi film a settimana.
- Cicli: 4 film dello stesso regista, dello stesso attore o attrice oppure a tema.
- Serate tematiche: dedicate a un'attrice, un attore, un regista o a un tema, combinano film e documentari.
- Serate nostalgia: omaggio ai giganti del cinema europeo
- Speciale miniserie

### Euroserie
- The Office: serie britannica sotto forma di reality show, propone situazioni che si svolgono all'interno di un'azienda, situazioni molto familiari per coloro che passano le giornate in ufficio. Vincitore del Golden Globe 2004 – Miglior serie televisiva - commedia e Miglior attore in una serie televisiva - commedia.
- Coupling: con dialoghi brevi questa serie comica mette in scena la vita quotidiana di un gruppo di amici e le loro relazioni durante i momenti di relax nei pub londinesi.
- H: commedia francese, ricca di situazioni comiche, che si svolge in una clinica ortopedica diretta dal professor Strauss.
- Manchild: questa serie presenta le disillusioni personali di quattro amici di mezza età che tentano disperatamente di ritrovare la giovinezza perduta. Una commedia moderna e politicamente scorretta.
- Clara Sheller: sulla falsariga di Sex and the City, Clara Sheller è una serie al femminile, sessual-metropolitana e traboccante di buon umore. Miglior serie al festival di Luchon 2005.
- Vénus et Apollon: serie basata sul film Sciampiste & Co..
- Le septième ciel (2005): questa serie televisiva belga della RTBF racconta le vicende della redazione di una rivista, il lavoro, le vittorie e le sconfitte di tutta la squadra.
- People like us (1999): serie TV inglese, segue Roy Mallard, documentarista pieno di talento interpretato da Chris Langham, nel suo viaggio in Inghilterra per produrre dei film i cui protagonisti siano persone comuni, “Gente come noi”, come suggerisce il nome della serie.
- Burn it (2003 Inghilterra)
- Fans United (2005 Inghilterra)
- High Times (2004 Inghilterra)

### Euromusic
Concerti, interviste, videoclip, documentari, special sulla scena pop Europea e informazioni su gruppi e artisti. Un grande concerto o uno «special» ogni domenica sera.

### Eurotravel
Programmi dedicati alle destinazioni turistiche europee, suggerimenti per l'alloggio, lo shopping, i ristoranti, le attività culturali.

### Eurofashion
Le tendenze della moda, le informazioni più recenti sul mondo della moda.
- Ritratti dei più grandi designer
- Interviste
- Le ultime sfilate e collezioni
- Documentari sui grandi nomi del mondo della moda
- Stili di vita e tendenze.

### Euromagazine
Euromagazine propone “programmi sulle personalità del mondo dello spettacolo, della moda, dell'architettura, della fotografia del design, dell'arte e della letteratura”, interviste a personaggi celebri, documentari su grandi magazzini come Harrods o Le Bon Marché.

### Produzioni originali
Eurochannel propone anche produzioni proprie, con interviste ai più celebri attori a cui si dà risalto su Eurochannel, e documentari.
- Europa Paulistana: dedicato agli europei del Brasile. Nella megalopoli brasiliana di San Paolo, lo staff di Eurochannel, insieme alla società di produzione brasiliana Grifa Mixer, ha incontrato gli europei espatriati, gli “Europa Paulistana”. Sono quattro differenti storie che accadono nello stesso momento, ognuna con un punto di vista diverso: un giornalista spagnolo, un tassista portoghese, un uomo d'affari italiano e uno studente tedesco. Diretto da Michel Tikhomiroff e Edu Rajabally, la colonna sonora è di André Abujamra e la totalità delle riprese è stata effettuata nella città di San Paolo.